# Hleadkî, Volociîsk
Hleadkî (în ucraineană Глядки) este un sat în comuna Cerneava din raionul Volociîsk, regiunea Hmelnîțkîi, Ucraina.

## Demografie
Componența lingvistică a localității Hleadkî
     Ucraineană (99,48%)
     Alte limbi (0,52%)
Conform recensământului din 2001, majoritatea populației localității Hleadkî era vorbitoare de ucraineană (99,48%), existând în minoritate și vorbitori de alte limbi.